# سناركي بابي
سناركي بابي (بالإنجليزية: Snarky Puppy)‏ هي مجموعة موسيقية للفيوجن (بالإنجليزية: Fusion)‏ والجاز المعاصر والفانك، مقرّها في بروكلين في الولايات المتحدة الأمريكية. تأسست هذه المجموعة الموسيقية في عام 2004، من قبل الملحن والمنتج وعازف الجيتار، مايكل ليغ (بالإنجليزية: Michael League)‏.

## روابط خارجية
- سناركي بابي على موقع IMDb (الإنجليزية)
- سناركي بابي على موقع ميوزك برينز (الإنجليزية)
- سناركي بابي على موقع أول ميوزيك (الإنجليزية)
- سناركي بابي على موقع ديسكوغز (الإنجليزية)